# I'll Show You (пісня Джастіна Бібера)
«I'll Show You» (укр. Я покажу тобі) — пісня канадського співака Джастіна Бібера з його четвертого студійного альбому Purpose (2015). Написана Бібером, Джошом Гудвіном, Сонні Муром, Майклом Такером та Тероном Фімстером, спродюсована пісня Skrillex та Blood. Вона вийшла як промо-сингл альбому 1 листопада 2015 року на лейблі Def Jam Recordings. Електропоп-балада середнього темпу включає в себе трепові перкусії та інструментальне звучання синтезатора. Вокал Бібера у треку назвали емоційним, низьким та спокійним. За текстом «I'll Show You» вважається автобіографічною піснею про публічний образ Бібера про тиск слави та необхідність людських стосунків.
Пісня отримала позитивні відгуки більшості музичних критиків, які високо оцінили продюсування Skrillex та його співпрацю з Бібером, а також відзначили необробленість треку і дали високу оцінку вокалу Бібера в пісні. Комерційно, пісня здобула значний успіх, посівши сходинки у перших десятках чартів семи країнах, включаючи рідну для Бібера Канаду, а також у перших двадцятках в інших шести країнах, включаючи Австралію, Велику Британію та США, де пісня була сертифікована як платинова Американською асоціацією компаній звукозапису. Музичне відео на пісню зняли в Південній Ісландії і воно вийшло 2 листопада 2015 року. На ньому Бібер зображений серед крутих гірських схилів, дивлячись на природу з краю скелі та катаючись на скейтборді на вершині старого літака. «I'll Show You» було включено до лайнапу світового концертного туру Бібера Purpose World Tour.

## Створення та випуску
Працюючи над своїм майбутнім студійним альбомом, Джастін Бібер залучив американського ді-джея Skrillex для продюсування пісень альбому після успішної спільної роботи над «Where Are Ü Now», яку він надіслав Skrillex і Diplo для їх проєкту Jack Ü, і яка стала світовим хітом і допомогло відкрити носу сторінку його кар'єри. Щодо його бажання співпрацювати зі Skrillex, Бібер сказав: «Skrillex — геній. Він супер футуристичний, і я просто люблю його звуки. Я думаю, що можливість поєднати цей звук із тим, що я роблю, було надзвичайно крутим, бо це як щось нове і свіже, і я відчуваю, що ніхто цього раніше не робив». Skrillex прокоментував свою участь в створенні альбому, сказавши: «Я чув деякі добре написані пісні, які були дійсно гарні, що вони хотіли їх видати, і на їхній основі, ми написали кілька нових пісень. Це була можливість спробувати деякі речі, які я ніколи не робив раніше, і ми в кінцевому підсумку зробити щось дійсно унікальне.» Skrillex також запросив Майкла Таккера під його творчим псевдонімом Blood, щоб допомогти у роботі над кількома треками для альбому, одним з яких був «I'll Show You». Щодо пісні Skrillex сказав: «Була зовсім інша версія цього треку, і після того, як я її почув, я хотів переробити її, щоб вона була уповільненішою та емоційнішою. Цей трек є одним з моїх улюблених в альбомі. У ньому один з найкращих текстів альбому. Це була одна з пісень, яка дуже сподобалася йому [Біберу], і ми обоє пишаємося нею». Пізніше він вийшов як промо-сингл альбому 1 листопада 2015 року.

## Композиція
«I'll Show You» написали Джастін Бібер, Джош Гудвін, Сонні Мур, Майкл Такер і Терон Фімстер, а спродюсували його Skrillex і Blood. Відповідно до інформації, опублікованої на Musicnotes.com компанією Universal Music Publishing Group, пісня написана у тональності ля мінор з темпом у 100 ударів на хвилину. Вокал Бібера охоплює діапазон від низької ноти E4 до високої ноти E5. Пісня являє собою «щиру EDM-баладу», що має «тіньові атмосферні R&B-синтезатори», трепову перкусійну лінію та інструментальне звучання синтезаторів. Для Б'янки Грейсі з Idolator «задумлива мелодія продовжується там, де зупинився „Journals“, що містить R&B», в той час як Керолін Менєс з Music Times зауважила, що пісня «помітно нижча за темпом, ніж його попередні релізи з альбому Purpose „What Do You Mean?“ та „Sorry“.» У пісні Бібер використовує «симпатичний, але болючий спів», який «нижчий, спокійніший, міцніший і делікатнішо закріплений Skrillex у скляній коробочі емоцій», що має емоційний, насичений, глибокий тон.
Тест «I'll Show You» пропонує автобіографічний погляд на труднощі дорослішання на публіці та необхідність людських стосунків. Під час вступних рядків «Моє життя — це кіно, яке всі дивляться» (англ. My life is a movie, and everyone’s watching), він «підкреслює своє типову хвальковитість з невпевненістю та тихою параною». Менєс зазначила, що пісня має «інтроспективні» тексти пісень, «заглиблюючись трохи глибше в його боротьбу з депресією та його публічний імідж», що можна побачити в перед-приспіві: «Іноді важко вчинити правильно / Коли тиск падає, як блискавка / Це ніби вони хочуть, щоб я був ідеальним / Коли вони навіть не знають, що мені боляче» (англ. ometimes it's hard to do the right thing / When the pressure's coming down like lightning / It's like they want me to be perfect / When they don't even know that I'm hurting.). Приспів «розкриває його голос, немов воскресає із попелу», співаючи: «Це життя нелегке / Я не зроблений зі сталі / Не забувай, що я людина / Не забувай, що я справжній / Поводься так, як ти мене знаєш, але ти ніколи цього не зробиш / Але є одне, що я точно знаю / Я тобі покажу» (англ. This life’s not easy/ I’m not made out of steel/ Don’t you forget that I’m human/ Don’t forget that I’m real/ Act like you know me, but you never will / But there’s one thing that I know for sure / I’ll show you.). У другій частині він розмірковує про своє дорослішання у центрі уваги суспільства, пояснюючи, що всі його численні скандали були частиною навчання «на важкому шляху».

## Реакції критиків
Пісня отримала позитивні відгуки від музичних критиків. Ендрю Унтербергер зі Spin високо оцінив «продюсування скляної коробочки емоцій Skrillex», назвавши його «водоспадом чудових синтезаторів Skrillex», додавши: «Це такий електричний момент, який ви будете чути у цьогорічній попмузиці». Унтербергер також зазначив, що пісня показує, що «Бібер набагато більше стурбований відновленням стосунків із суспільством». Сем К. Мак із Slant Magazine висловив думку, що пісня «стала баладою, що гідна [гурту] Owl City, і підсилює її […], завершуючи найефективніший емпіричний випуск синглів 2015 року». Керолайн Салліван із Ґардіана зазначила, що пісня «залита крижаною реверберацією», тоді як Б'янка Грейсі з Idolator зазначила, що «це Бібер у його найсвіжішій формі». Енні Залеські з The A.V. Club високо оцінила продюсування Skrillex за те, що пісня «влила життя в „Purpose“», називаючи пісня «тропічним електро-туманним лісом». Керолін Менєс із Music Times зауважила, що «легкість і вразливість у вокалі Бібера допомагають збалансувати пісню і внести в неї людський факотр». Емі Девідсон з Digital Spy заявила, що «у його проханнях є щось гостре, щоб відновити почуття гуманності навколо нього». Алекс Макферсон з The National сказав про пісню: «весь млявий, розтягнутий бас, поки дивний бур'янистий риф синтезатора не пролунає до вуха, щоб розпочати гук». Мішель Геслані з Consequence of Sound привітала Бібера і Skrillex за "продовження демонстрації своєї музичної хімії за допомогою «I'll Show You», зауваживши, що «Skrillex забезпечує ідеальне тло для чудового, але пораненого співу Бібера». Джанін Шолтс з того ж видання позитивно відгукнулася про «вершковий» голос Бібера, заявивши, що він «благає про співчуття таким чином, що одночасно змушує вас шкодувати про втрачене дитинство Бібера і відображаючи сліпоту до власних величезних привілеїв».

## Позиції в чартах
«I'll Show You» виявилася дуже вдалою для промосинглу. У рідній країні Бібера, Канаді, пісня дебютувала на двадцять восьмій сходинці чарту, перш ніж піднятися на п'ятнадцяту сходинку другого тижня. Пізніше вона піднялася до восьмої позиції через тиждень. У Сполучених Штатах пісня дебютувала на 51-ій сходинці чарту Billboard Hot 100, з продажами у 52 000 копій, що також дозволило їй зайняти 17-те місце чарту Digital Songs. Після випуску музичного відео пісня піднялася до 27 сходинки, тоді як протягом третього тижня, після виходу альбому, пісня піднялася до 19-го місця, ставши його чотирнадцятою піснею у першій двадцятці чарту. Пізніше сингл був сертифікований як платиновий Американською асоціацією компаній звукозапису за продажі у понад мільйон копій. У Великій Британії пісня посіла 15-ту сходинку, ставши його одинадцятою сольною піснею у першій двадцятці. У Данії, Нідерландах, Новій Зеландії та Норвегії пісня змогла потрапити до першої десятки, тоді як в Австралії, Ірландії та Швеції пісня змогла потрапити до першої двадцятки.

## Музичне відео
Музичне відео на пісню вийшов 2 листопада 2015 року, режисером якого став Рорі Крамер. У кліпі представлені льодовикові лагуни та річки в Південній Ісландії, включаючи водоспади Сельяландсфосс та Скоуґафосс. На відео Бібер «бігає крізь пишні зелені гори, сидить на краю скелі, катається по пагорбах і катається на скейтборді на вершині покинутого літака». В одній зі сцен, Бібер «виходить із крижаної води лише в спідній білизні». Білборд назвав відео «прекрасним кліпом, сповненим слави природи».

## Автори
Запис та менеджмент
- Записано та зведено на студії Record Plant Studios (Голлівуд, Каліфорнія)
- Мастеринг на студії Sterling Sound Studios[en] (Нью-Йорк)
- Видано Bieber Time Publishing/Universal Music (ASCAP), Yeshua the Gudwin Admin by Songs of Kobalt Music Publishing (BMI), Sonny Moore/Copaface (ASCAP), Michael Diamond Music, Kobalt Songs Music Publishing o/b/o OWSLA TRAX, These Are Songs of Pulse (ASCAP) та Feemstro Adm. by Universal Music — Z Tunes LLC (ASCAP)

Автори
- Джастін Бібер — провідний вокал, автор пісні
- Джош Гудвін — автор пісні, звукозапис, зведення[en]
- Skrillex — автор пісні, продюсер
- Blood[en] — автор пісні, продюсер
- Терон "Neff-U" Фімстер[en] — автор пісні
- Ендрю Вуппер — зведення
- Кріс «Tek» О'Раян — додатковий звукорежисер
- Том Койн[en] — мастеринг
- Ренді Меррілл — мастеринг
- Брендон Гардінг — асистент зведення
- Енріке Андраде — асистент запису

Інформацію про авторський склад взято із буклету альбому Purpose.

## Чарти
| Чарт (2015)                                 | Найвища позиція |
| ------------------------------------------- | --------------- |
| Австралія (ARIA)                            | 16              |
| Австрія (Ö3 Austria Top 75)                 | 35              |
| Бельгія (Ultratop Flanders)                 | 38              |
| Бельгія (Ultratop Wallonia)                 | 41              |
| Канада (Canadian Hot 100)                   | 8               |
| Чехія (Singles Digitál Top 100)             | 10              |
| Данія (Tracklisten)                         | 8               |
| Франція (SNEP)                              | 57              |
| Німеччина (Official German Charts)          | 45              |
| Угорщина (Single Top 40)                    | 13              |
| Ірландія (IRMA)                             | 14              |
| Італія (FIMI)                               | 35              |
| Нідерланди (Mega Single Top 100)            | 7               |
| Нова Зеландія (RIANZ)                       | 5               |
| Норвегія (VG-lista)                         | 9               |
| Південна Корея (International Chart) (Gaon) | 83              |
| Іспанія (PROMUSICAE)                        | 22              |
| Словаччина (Singles Digitál Top 100)        | 4               |
| Швеція (Sverigetopplistan)                  | 17              |
| Швейцарія (Media Control AG)                | 40              |
| Велика Британія (Official Charts Company)   | 15              |
| США (Billboard Hot 100)                     | 19              |

## Сертифікації
|url=https://www.bpi.co.uk/award/13586-2321-1
| Регіон | Сертифікація | Продажі   |
| --- | ------------ | --------- |
| Австралія (ARIA) | Золотий      | 35 000    |
| Данія (IFPI Denmark) | Платиновий   | 90 000    |
| Італія (FIMI) | Золотий      | 25 000    |
| Нова Зеландія (RIANZ) | Платиновий   | 15 000*   |
| Польща (ZPAV) | Платиновий   | 20 000    |
| Швеція (IFPI Sweden) | Золотий      | 20 000    |
| Велика Британія (BPI) | Золотий      | 400 000   |
| США (RIAA) | Платиновий   | 1 000 000 |
| *продажі, що базуються лише на сертифікаціях · ^відвантаження, що базуються лише на сертифікаціях · продажі+прослуховування, що базуються лише на сертифікаціях |              |           |

## Історія випуску
| Країна | Дата             | Формат               | Лейбл              | Прим. |
| ------ | ---------------- | -------------------- | ------------------ | ----- |
| Світ   | 1 листопада 2015 | Цифрове завантаження | Def Jam Recordings | [ 7 ] |